# Pauahiana
Pauahiana is een geslacht van vliesvleugeligen uit de familie Eulophidae. De wetenschappelijke naam van dit geslacht is voor het eerst geldig gepubliceerd in 1965 door Yoshimoto.

## Soorten
Het geslacht Pauahiana omvat de volgende soorten:
- Pauahiana lineata Yoshimoto, 1965
- Pauahiana maculatipennis (Ashmead, 1901)
- Pauahiana metallica Yoshimoto, 1965
- Pauahiana swezeyi Yoshimoto, 1965